# پادکس
پادکس (به لاتین: Paudex) یک بخش در سوئیس است که در کانتون وو واقع شده‌است. پادکس ۱٬۳۶۴ نفر جمعیت دارد.